# Gavit Murli Kumar
Gavit Murli Kumar (* 8. Januar 1997 in Gujarat) ist ein indischer Leichtathlet, der im Langstreckenlauf antritt.

## Sportliche Laufbahn
Erste internationale Erfahrungen sammelte Gavit Murli Kumar bei den Juniorenasienmeisterschaften 2016 in der Ho-Chi-Minh-Stadt, bei denen er in 14:49,41 min die Bronzemedaille im 5000-Meter-Lauf gewann. Anschließend nahm er über 10.000 Meter an den U20-Weltmeisterschaften in Bydgoszcz teil und landete dort nach 30:20,59 min auf dem 19. Rang. Im Jahr darauf wurde er bei den Asienmeisterschaften in Bhubaneswar in 15:02,43 min Sechster über 5000 Meter und 2019 gewann er bei den Asienmeisterschaften in Doha in 28:38,34 min die Silbermedaille im 10.000-Meter-Lauf hinter dem Bahrainer Dawit Fikadu, nachdem dessen Landsmann Hassan Chani die Silbermedaille wegen eines Dopingverstoßes aberkannt worden war. Über 5000 Meter belegte er in 13:48,99 min den vierten Platz.
2018 wurde Murli Kumar Indischer Meister im 5000- und 10.000-Meter-Lauf.
2024 wurde er nach einem auf Epo positiven Dopingtest vorläufig gesperrt.

## Persönliche Bestzeiten
- 5000 Meter: 13:48,99 min, 24. April 2019 in Doha
- 10.000 Meter: 28:38,34 min, 21. April 2019 in Doha